# ماساهيكو ناكاقاوا
ماساهيكو ناكاقاوا (باليابانية: 中河 昌彦) (26 أغسطس 1969 في أوساكا في اليابان – )؛ هو لاعب كرة قدم ياباني سابق كان يلعب كحارس مرمى.

## وصلات خارجية
- ماساهيكو ناكاقاوا على موقع رابطة كرة القدم اليابانية للمحترفين (اليابانية)
- ماساهيكو ناكاقاوا على موقع عالم كرة القدم.نت (الإنجليزية)